# Hungry Ghosts
| Совокупная оценка | Совокупная оценка |
| Источник          | Оценка            |
| ----------------- | ----------------- |
| Metacritic        | 74/100            |
| Оценки критиков   |                   |
| Источник          | Оценка            |
| AllMusic          | [ 4 ]             |
| Alternative Press | [ 5 ]             |
| Gaffa             | [ 6 ]             |
| Paste             | 7.8/10            |
| PopMatters        | [ 8 ]             |
| Rolling Stone     | [ 9 ]             |
| Under the Radar   | [ 10 ]            |

Hungry Ghosts — четвёртый студийный альбом американской альтернативной рок-группы OK Go, вышедший 14 октября 2014 года на их собственном лейбле Paracadute Recordings и на BMG Rights Management. Продюсерами были Дэйв Фридман, Тони Хоффер. Диск достиг № 13 в чарте Independent Albums и № 19 в Top Rock Albums журнала Billboard. Видеоклип песни I Won’t Let You Down 30 августа 2015 года на церемонии MTV VMA 2015 выиграл награду в категории «Лучшая хореография» (Best Choreography).

## Об альбоме
6 мая 2014 года группа анонсировала выход своего четвёртого альбома. 17 июня был выпущен 4-трековый мини-альбом (EP «Upside Out») с материалами из будущего диска. Предзаказы для фанов были открыты на PledgeMusic. Релиз альбома прошёл 14 октября 2014 года.
Альбом получил положительные отзывы музыкальных критиков и интернет-изданий, включая таких как Грегори Хини из AllMusic (дал 4 звезды из пяти), Alternative Press, Хиллари Саундерс из журнала Paste, Крис Конатон из PopMatters («два гага вперёд» и «один шаг назад»). В октябре 2014 года агрегатор музыкальных рецензий сайт Metacritic дал альбому 74 балла из 100.
30 августа на церемонии MTV VMA 2015 видеоклип «I Won’t Let You Down» выиграл награду в категории «Лучшая хореография» (Best Choreography).

## Список композиций
| №                   | Название                    | Длительность |
| ------------------- | --------------------------- | ------------ |
| 1.                  | «Upside Down & Inside Out»  | 3:08         |
| 2.                  | «The Writing’s on the Wall» | 3:33         |
| 3.                  | «Another Set of Issues»     | 3:58         |
| 4.                  | «Turn Up the Radio»         | 2:56         |
| 5.                  | «Obsession»                 | 3:08         |
| 6.                  | «I'm Not Through»           | 3:36         |
| 7.                  | «Bright as Your Eyes»       | 2:55         |
| 8.                  | «I Won't Let You Down»      | 3:43         |
| 9.                  | «The One Moment»            | 3:43         |
| 10.                 | «If I Had a Mountain»       | 3:19         |
| 11.                 | «The Great Fire»            | 4:17         |
| 12.                 | «Lullaby»                   | 3:42         |
| Общая длительность: | Общая длительность:         | 41:57        |

## Позиции в чартах
| Чарт (2014)                        | Высшая позиция |
| ---------------------------------- | -------------- |
| Япония (Oricon)                    | 124            |
| США (Billboard 200)                | 74             |
| США (Billboard Independent Albums) | 13             |
| США (Billboard Top Rock Albums)    | 19             |